# Retro (album)
Retro je koncertní album amerického rockového kytaristy a zpěváka Lou Reeda, vydané v roce 1998.

## Seznam skladeb
1. "I Love You Suzanne"
2. "Wild Child"
3. "How Do You Think It Feels"
4. "Lady Day"
5. "Coney Island Baby"
6. "Sweet Jane"
7. "Vicious"
8. "Sally Can't Dance"
9. "Berlin"
10. "Caroline Says II"
11. "Perfect Day"
12. "Kill Your Sons"
13. "White Light/White Heat"
14. "I'm Waiting for the Man" (The Velvet Underground)
15. "Heroin" (The Velvet Underground)
16. "Walk on the Wild Side"
17. "Satellite of Love"